# لاديسلاو مازوركيفيتش
لاديسلاو مازوركيفيتش (بالإسبانية: Ladislao Mazurkiewicz) (مواليد 14 فبراير 1945 - الوفاة 02 يناير 2013) كان لاعب كرة قدم أوروغوياني كان يلعب كحارس مرمى. سبق له أن لعب في كأس العالم لكرة القدم مع منتخب بلاده.

## المسيرة الاحترافية

### أندية لعب لها
- راسينغ مونتيفيديو
- نادي أتلتيكو مينيرو
- نادي غرناطة
- أمريكا دي كالي

## روابط خارجية
- لاديسلاو مازوركيفيتش على موقع الاتحاد الدولي (مؤرشف)  (الإنجليزية)
- لاديسلاو مازوركيفيتش على موقع الاتحاد الأوربي (الإنجليزية)
- لاديسلاو مازوركيفيتش على موقع قاعدة بيانات كرة القدم.إي يو (الإنجليزية)
- لاديسلاو مازوركيفيتش على موقع ناشيونال فوتبول تيمز (الإنجليزية)
- لاديسلاو مازوركيفيتش على موقع عالم كرة القدم.نت (الإنجليزية)